# L'Apérobic
Singles de Les Charlots
Chagrin d'labour
(1982) C'est trop... c'est trop
(1982)
L'Apérobic est une chanson française écrite et composée par Les Charlots, sortie sur les ondes en 1983 en single puis sur l'album C'est trop... c'est trop. Elle était principalement chantée par Gérard Rinaldi. Le single s'est vendu à plus de 250 000 exemplaires.

## Thème
La chanson exploite le thème de l'aérobic, découvert récemment par les médias français et qui faisait alors l'objet, depuis septembre 1982, d'une émission hebdomadaire de télévision sur Antenne 2, Gym Tonic.
Sur un mode léger et bon enfant, elle évoque un agriculteur qui, voyant sa femme Marie suivre assidûment l'émission présentée par Véronique et Davina, préfère faire sa propre gymnastique : déboucher des bouteilles de vin et les boire.

## Refrain
Et un, je retire le bouchon
Et deux, je mets un p'tit glaçon
Et trois, je verse la boisson
Et quatre, je me rince le siphon
C'est l'apérobic !
À elle la gym, à moi l’tonic
C'est l'apérobic !